# De sotarna! De sotarna!
De sotarna! De sotarna! är en roman från 1990 av Lars Ahlin. Boken utspelar sig i barndomsstaden Sundsvall och är en fortsättning på Stora glömskan från 1954. Lars Ahlin tilldelades Augustpriset 1990 för boken.